# Перекрестовка (Кировоградская область)
Перекрестовка (укр. Перехрестівка) — село в Великоандрусовской сельской общине Александрийского района Кировоградской области Украины.
До 2020 года входило в Светловодский район
Население по переписи 2001 года составляло 32 человека. Почтовый индекс — 27533. Телефонный код — 5236. Код КОАТУУ — 3525281804.